# International Crane Foundation

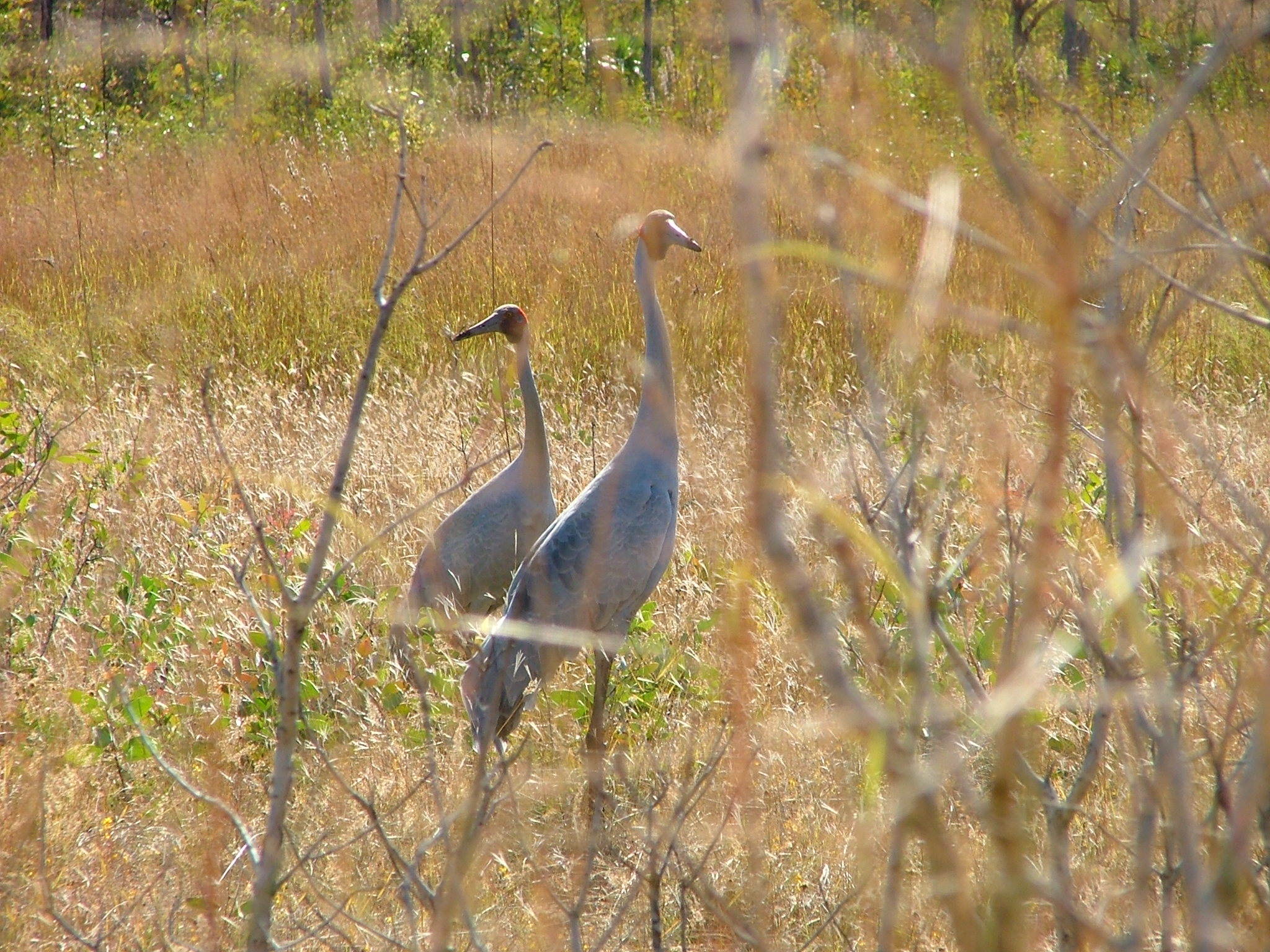
Brolgakraniche (Grus rubicundus) – in Nordamerika war die ICF die erste Einrichtung, der es gelang, Brolgakraniche in Gefangenschaft nachzuzüchten

Die International Crane Foundation (ICF) ist eine wissenschaftliche Organisation, die sich der Erforschung und dem Schutz der Kraniche widmet. Ihr Hauptsitz ist in Baraboo, Wisconsin, USA.

## Geschichte
Die ICF wurde 1973 von den zwei Ornithologie-Studenten George Archibald und Ron Sauey gegründet. Die nach einem der beiden Gründer der ICF benannte Ron Sauey Memorial Library wurde 1991 eingerichtet. Die Bibliothek sammelt Informationsmaterial zu Kranichen in allen Sprachen.

## Ziele und Projekte
Eines der Ziele der ICF ist es, eine Samenbank für Kraniche aufzubauen, bis die Faktoren, die ihren Populationsrückgang bedingen, beseitigt sind. Kraniche leiden vor allem am Rückgang ihres Lebensraums, der überwiegend aus Feuchtgebieten besteht.
Der Verein hat ein Programm aufgelegt, um zum Beispiel Brolgakraniche und Schwarzhalskraniche in Gefangenschaft zu züchten. Darüber hinaus gehört es zum Programm des ICF, diverse Kranichrastplätze und -brutreviere als Naturschutzgebiete zu etablieren.
Die Kranichschutz Deutschland gGmbH arbeitet mit der ICF in Kranichschutzprojekten in der Türkei, in der Mongolei und in Äthiopien zusammen.